# Преносна невроза
Преносна невроза е термин, който Зигмунд Фройд представя през 1914, за да опише нова форма на инфантилна невроза на анализанта, която той развива по време на психоаналитичния процес . В историята на случая Дора, Фройд предполага, че по време на терапията създаването на нови симптоми спира, но се създават нови фантазии и импулси на пациента. Той ги нарича „преноси“ и им приписва характеристика на заместване на личност от миналото на лекаря. Според неговото описание: „цяла серия от психологически преживявания са съживени не доколкото принадлежат на миналото, а доколкото се прилагат към отношението на човека към лекаря в настоящия момент“ . Когато преносната невроза се развие взаимоотношенията с терапевта става най-важната за пациента, който насочва силни инфантилни чувства и конфликти към него.. Например пациента може да реагира сякаш аналитикът е негов или неин баща.